# نوو بروس
نوو بروس (به لاتین: Nowy Brus) یک روستا در لهستان است که در گمینا ستار بروس واقع شده‌است.